# Gerardo Ceballos

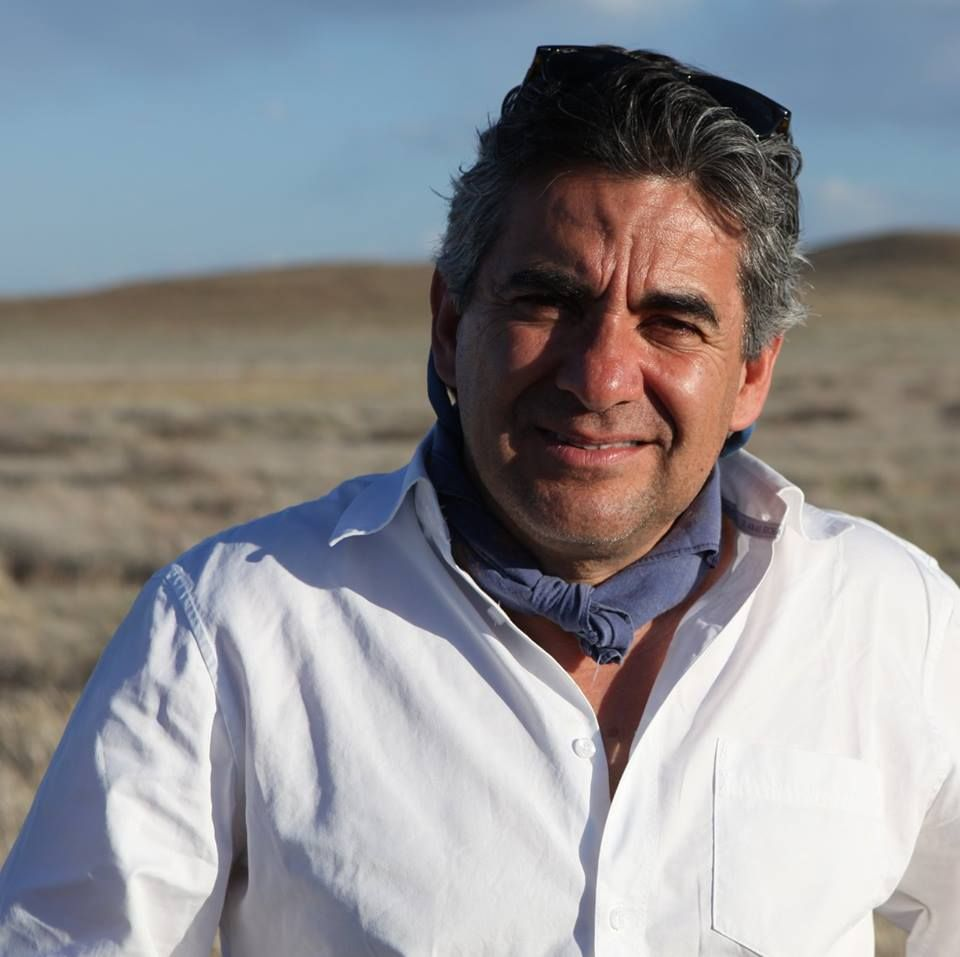
Gerardo Ceballos, 2013

Gerardo Jorge Ceballos González (* 3. Oktober 1958 in Toluca, Mexiko) ist ein mexikanischer Biologe, Ökologe und Naturschützer.

## Leben
Ceballos kam 1958 als Sohn von Oscar Ceballos und Leonor González in Toluca zur Welt. Von 1975 bis 1979 studierte er an der Universidad Autónoma Metropolitana in Iztapalapa, wo er seinen Bachelor-Abschluss in Biologie und Ökologie erlangte. Von 1979 bis 1980 war er Dozent am ökologischen Institut in Mexiko-Stadt. 1980 erlangte er mit der Arbeit Experimental studies of grazing and its role in the balance of plant species. den Master of Science an der Bangor University in Wales.  Von 1984 bis 1987 dozierte er am ökologischen Institut der University of Arizona in Tucson. 1988 war er Gastdozent an der Nationalen Autonomen Universität von Mexiko (UNAM). 1989 wurde er mit der Dissertation Population and community ecology of small mammals from tropical deciduous and arroyo forests in western Mexico an der University of Arizona zum Ph.D. promoviert. Im selben Jahr war er Gastdozent an der University of New Mexico in Albuquerque. Seit 1990 ist er Professor für Biologie an der UNAM.
Zu den Forschungsbereichen von Ceballos zählen die Ökologie von Populationen und Gemeinschaften, die Makroökologie und die Biogeographie, die Ökologie und Erhaltung vom Aussterben bedrohter Arten, die Gestaltung und Erhaltung von Naturschutzgebieten sowie die Umweltverträglichkeitsprüfung und ökologische Planung.
1993 gehörte Ceballos zu den Mitbegründern des Reserva de la Biosfera Chamela-Cuixmala, einem 131,42 km2 großen Biosphärenreservat in Jalisco, das 2004 den Status eines Ramsar-Schutzgebietes erhielt.
Ceballos ist seit 1983 verheiratet und hat einen Sohn.

## Mitgliedschaften und Ehrungen
1988 gehörte Ceballos zu den Mitbegründern der Asociación Mexicana de Mastozoología (Mexikanische Gesellschaft der Mammalogen), fungierte von 1988 bis 1989 als deren Präsident und war von 1990 bis 1993 Chefredakteur. Seit 2014 ist er Mitglied der American Academy of Arts and Sciences, seit 2018 der National Academy of Sciences. Ceballos wurde mit mehreren Preisen ausgezeichnet. 1990 erhielt er eine lobende Erwähnung bei den Rolex Awards for Enterprise in der Schweiz. 2004 wurde er mit dem Distinguished Service Award der Society for Conservation Biology ausgezeichnet. 2005 erhielt er ein Guggenheim-Stipendium. 2010 gehörte Ceballos zu den sechs Nominierten für den Indianapolis Prize, einem renommierten Naturschutzpreis, der 2005 von der Indianapolis Zoological Society ins Leben gerufen wurde. Für 2023 wurde er mit dem BBVA Foundation Frontiers of Knowledge Award ausgezeichnet.

## Werke (Auswahl)
- Mamíferos silvestres de la cuenca de México, 1984 (mit Carlos Galindo Leal)
- Mexican Diversity of Fauna, 1993 (mit Fulvio Eccardi und Patricio Robles Gil)
- Las aves de México en peligro de extinción, 2000 (mit Laura Márquez Valdelamar)
- Diversidad y conservación de los mamíferos neotropicales, 2002 (mit Javier Simonetti)
- The mammals of Mexico: composition, distribution, and conservation status, 2002 (Joaquín Arroyo-Cabrales und Rodrigo A Medellín)
- Animales de México en peligro de extincion, 2003 (mit Fulvio Eccardi)
- Los Mamíferos  silvestres de México, 2005 (mit Gisselle Oliva)
- Naturaleza mexicana: legado de conservación, 2008 (mit Rurik List, Rodrigo A Medellín, Ximena de la Macorra, Antonio Vizcaíno, Jorge Alberto Sandoval, Teléfonos de México und Grupo Carso)
- Mammals of Mexico, 2014
- The annihilation of nature: human extinction of birds and mammals, 2015 (mit Anne H. Ehrlich und Paul R. Ehrlich)
- Before They Vanish Saving Nature’s Populations – and Ourselves, 2024 (mit Paul R. Ehrlich und Rodolfo Dirzo)